# Вологда (дворец спорта)

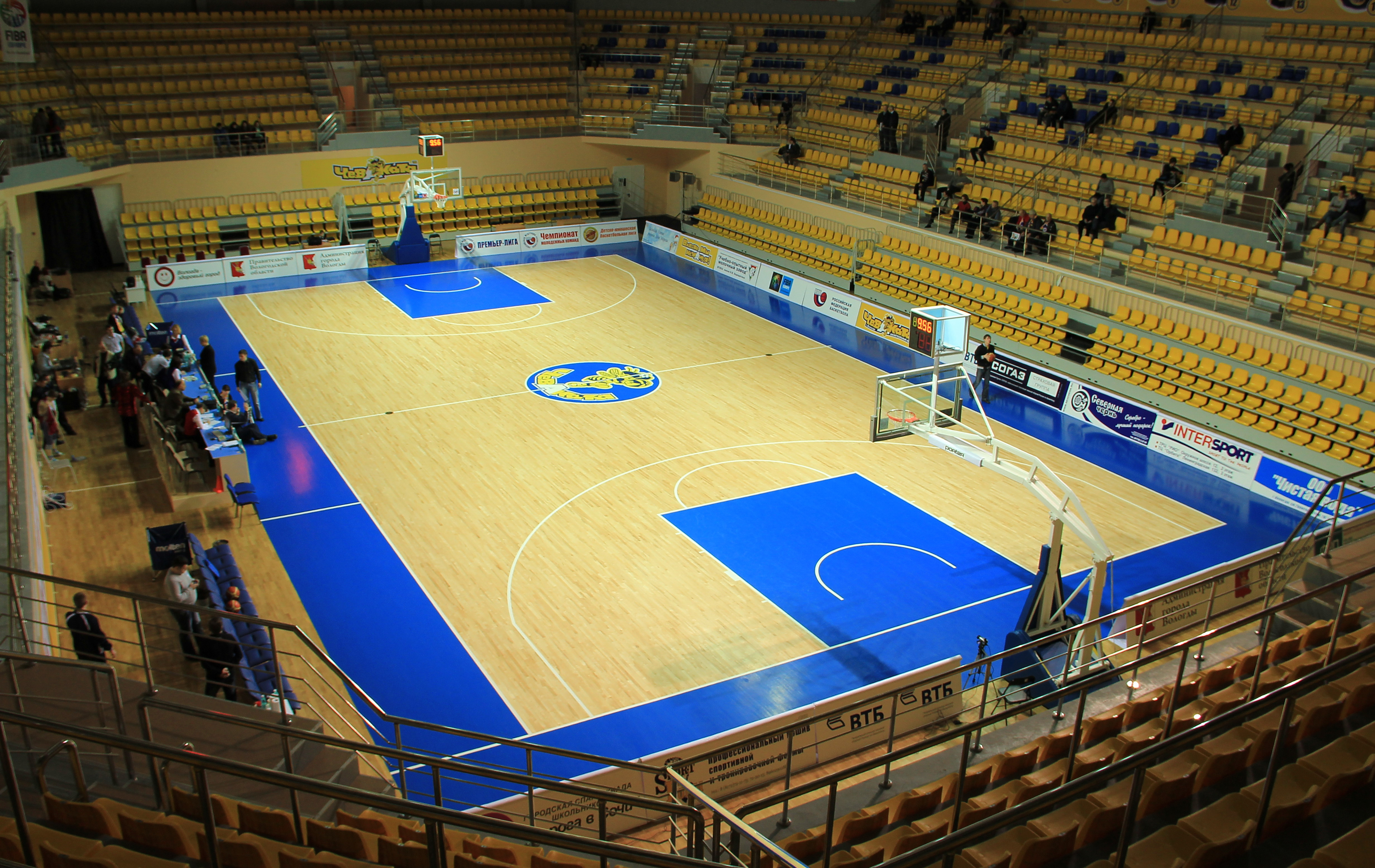
Основная арена комплекса

Дворец спорта «Во́логда» — универсальный спортивный комплекс в Вологде, Россия, домашняя арена женского баскетбольного клуба Вологда-Чеваката.
Построен в 2006—2010 годах, открыт 24 декабря 2010 года.
Комплекс является универсальной ареной для проведения занятий и соревнований в игровых видах спорта. Во дворце проводятся соревнования по баскетболу, волейболу, гандболу, теннису и мини-футболу.
Кроме того, в здании Комплекса проводятся концерты музыкантов, приезжающих в Вологду с выступлениями. Дворец спорта — одна из самых больших концертных площадок города.